# توچال (فیلم)
سفر شبانه فیلمی به کارگردانی محمد آهنگرانی، نویسندگی علی تهرانی و تهیه‌کنندگی سید محسن جاهد ساختهٔ سال ۱۳۹۶ کشور ایران است.

## بازیگران
- پژمان بازغی
- لیلا زارع
- شهاب شادابی
- دیبا زاهدی
- مانی طرلانی
- بیتا ایمانی
- امیر هدایتی
- علی فرهنگی